# برمید وانادیم (III)
برمید وانادیم(III) (به انگلیسی: Vanadium(III) bromide) با فرمول شیمیایی VBr۳ یک ترکیب شیمیایی با شناسه پاب‌کم ۸۳۵۰۹ است. که جرم مولی آن 290.654 g/mol می‌باشد. شکل ظاهری این ترکیب، خاکستری-جامد قهوه‌ای است.